# Eduardo Ledesma
Eduardo Ledesma (7 de agosto de 1985; Asunción, Paraguay) es un futbolista paraguayo que juega como mediocampista y actualmente juega en Rubio Ñu de la Segunda División de Paraguay.

## Trayectoria
Debutó en el 2005 jugando para el Club Olimpia de Paraguay. En 2006 pasó al Club Atlético Lanús de Argentina, club con el que se consagró campeón del Torneo Apertura 2007 y donde se mantuvo hasta el 2012.
Posteriormente fue cedido a Godoy Cruz y Rosario Central.
Emigró luego a Liga Deportiva Universitaria de Quito del fútbol de Ecuador antes de volver a su club de origen Olimpia.
En 2015, llegó al Club Atlético Temperley de la Primera División de Argentina.
En mediados del 2016 tras finalizar su contrato con Temperley regresó a Paraguay, donde tuvo una breve pasantía por General Díaz por 6 meses para luego firmar en enero del 2017 por Deportivo Capiatá.
En 2018 pasó primeramente por Club Atlético 3 de Febrero, para luego recalar en Rubio Ñu, participante de la División Intermedia (segunda categoría del fútbol guaraní).

## Selección nacional
Ha sido internacional con la selección de fútbol de Paraguay, siendo convocado por primera vez en junio de 2009. Debutó frente a Chile al ingresar en el segundo tiempo del encuentro correspondiente a las eliminatorias sudamericanas para el Mundial de Sudáfrica 2010. Días después se estrenó como titular ante Brasil, partido en el que según medios locales demostró un buen rendimiento.

## Clubes
| Club              | País      | Año         |
| ----------------- | --------- | ----------- |
| Olimpia           | Paraguay  | 2005        |
| Lanús             | Argentina | 2006 - 2012 |
| Godoy Cruz        | Argentina | 2012 - 2013 |
| Rosario Central   | Argentina | 2013        |
| Liga de Quito     | Ecuador   | 2014        |
| Olimpia           | Paraguay  | 2014 - 2015 |
| Temperley         | Argentina | 2015 - 2016 |
| General Díaz      | Paraguay  | 2016        |
| Deportivo Capiatá | Paraguay  | 2017        |
| 3 de Febrero      | Paraguay  | 2018        |
| Rubio Ñu          | Paraguay  | 2018 -      |

## Palmarés
| Título          | Club  | País      | Año  |
| --------------- | ----- | --------- | ---- |
| Torneo Apertura | Lanús | Argentina | 2007 |